# Saint-Rémy (Calvados)
 Saint-Rémy  es una población y comuna francesa, situada en la región de Baja Normandía, departamento de Calvados, en el distrito de Caen y cantón de Thury-Harcourt.

## Demografía
| 1075 | 981 | 1012 | 969 | 993 | 1066 |
| Para los censos de 1962 a 1999 la población legal corresponde a la población sin duplicidades (Fuente: INSEE [Consultar]) |     |      |     |     |      |